# Запорізька група армії УНР
Запорізька група Армії УНР (Запорожці) — військове з'єднання Армії Української Народної Республіки, що діяло в 1919–1920 роках під час українських національно-визвольних змагань 1917—1921 років.

## Історія

### Формування
Сформована у квітні-травні 1919 року біля Кременця та Почаєва в основному з частин 3апорізького корпусу, які пішим ходом без зброї та військового майна були переправлені в цей район з Румунського королівства через Заліщики, Чортків, Теребовлю і Тернопіль.

### Бойовий шлях
На початку червня 1919 року здійснила наступ проти більшовицьких військ у напрямку на місто Проскурів (нині Хмельницький) і вийшла в район міста Кам'янця (нині Кам'янець-Подільський). Її наступ у цей час врятував УНР від повної втрати своєї території. Брала участь спільно з УГА в поході на Київ (під командуванням Михайла Омеляновича-Павленка), Першому зимовому поході (під командуванням Андрія Гулого-Гуленка).
3годом реорганізована в Першу 3апорізьку дивізію, воювала з більшовицькими військами на Тернопільщині в липні й вересні 1920 року.
21 листопада того року з іншими частинами Армії УНР під натиском більшовиків перейшла на захід від р. Збруча біля Підволочиська; її вояки були роззброєні й інтерновані у таборах.
У листопаді 1921 року частина бійців Запорізької групи взяла участь у Другому зимовому поході Армії УНР.

## Командування
- Володимир Сальський (кінець травня 1919 — 8 вересня 1919), начальник штабу полковник Микола Воскобойніков
- Михайло Омелянович-Павленко (8 вересня 1919 — лютий 1920)
- Андрій Гулий-Гуленко (лютий 1920 — 12 жовтня 1920), начальник штабу полковник Михайло Крат
- Гаврило Базильський (12 жовтня 1920 — кінець листопада 1920)

## Склад
Станом на 16 серпня 1919 року до складу Запорізької групи входили:
- 6-та дивізія (командир — полковник Олександр Загродський, начальник штабу — полковник Опанас Стефанів):
  - 16-й ім. гетьмана Д.Дорошенка полк;
  - 17-й піший Гайдамацький полк;
  - 18-й ім. гетьмана Б.Хмельницького полк;
  - 12-й Немировський полк;
  - Партизанський загін "30 квітня"
  - 6-та гарматна бригада.
- 7-ма дивізія (командир — полковник Юрій Осмоловський, начальник штабу — полковник Роман Шелест):
  - 19-й Запорізький Республіканський полк;
  - 20-й ім. гетьмана І.Мазепи полк;
  - 21-й ім. гетьмана С.Наливайка полк;
  - 7-ма гарматна бригада.
- 8-ма дивізія (командир — полковник Гаврило Базильський, начальник штабу — Вололимир Савченко):
  - 22-й ім. Богуна полк;
  - 23-й ім. Яна Кармелюка полк;
  - 24-й ім. гетьмана П.Сагайдачного полк;
  - 22-й Запорізький гарматний полк.
- 3-тя Окрема кінна бригада (командир — полковник Петро Дяченко).

Загальна чисельність групи в червні 1919 року становила від 2 до 3 тисяч бійців. На серпень того ж року у групі числилося близько 8 тис. козаків і старшин, з них 1 700 багнетів та 500 шаблей

## Військовики Запорізької групи
- Бараневич Леонід — старшина
- Бурківський Олександр — начальник озброєння, помічник командира дивізії
- Вьюн Микола Іванович — сотник
- Глувківський Андрій — ад'ютант командира 1-ї гарматної бригади
- Гришко Іван — старшина штабу
- Дзюблик Василь — старшина
- Дубовий Іван — командир 1-ї Запорізької бригади
- Зінченко Михайло Львович — молодший старшина кінної сотні штабу 2-ї Запорізької бригади
- Ковтун Дмитро — командир 4-го куреня ім. Дорошенка 2-ї Запорізької бригади
- Кобизький Іван — начальник культурно-просвітницького відділу 2-ї резервної бригади
- Кожушко Антон — командир пішої сотні і кулеметної команди Наливайківського полку
- Лимаренко Данило — комендант штабу
- Лимаренко-Римаренко Олександр — начальник школи підстаршин у 1920—1921 роках
- Лисенко Григорій — начальник контррозвідки
- Лощенко Семен Матвійович — командир 1-ї Запорізької гарматної бригади
- Мойсеєнко Варфоломій — ад'ютант куреня ім. Наливайка
- Монкевич Борис — сотник
- Наливайко Василь — дивізійний лікар 8-ї дивізії
- Омельченко Тиміш — з 22 червня 1919 р. — помічник начальника військово-топографічної частини штабу, з 20 липня 1919 р. — помічник начальника розвідчого відділу штабу.
- Осмоловський Віктор — помічник командувача групи від листопада 1919
- Переверзів Дмитро — начальника постачання 1-ї Запорізької бригади
- Петрусь Яків — командир окремої кінної сотні
- Рідченко Володимир — командир 8-го Кармелюцького куреня 3-ї Запорізької бригади
- Рогальський Микола — заступник командира 2-го куреня ім. І. Мазепи
- Романовський Генрі — командир 2-го Запорізького куреня ім. І. Мазепи 1-ї Запорізької бригади
- Савосько Іван — начальник штабу 1-ї Запорізької бригади
- Совенко Василь — комісар уряду дивізії
- Сосідко Григорій — командир Богунського куреня
- Сосюра Володимир — козак
- Скрипка Семен — начальник інспекторського відділу штабу
- Федорів Дмитро — командир 1-го куреня ім. УНР 1-ї Запорізької бригади
- Швидун Митрофан — старшина при штабі дивізії.
- Цилюрик Дем'ян — командир 3-го ім. Наливайка полку
- Янів Юрій Теодозієвич — медичний сотник
- Янчевський Микола — помічник командира 1-го кінного полку